# Heiligenberg (Hochspeyer)
Der Heiligenberg ist ein Berg im deutschen Bundesland Rheinland-Pfalz bei Hochspeyer im Landesteil Pfalz. Der Hauptgipfel misst 393,7 m ü. NHN. Der Berg hat zwei Nebengipfel: den östlichen Heiligenberg (358 m ü. NHN) und den westlichen Heiligenberg (365,2 m ü. NHN), wobei letzterer auf der Gemarkung von Kaiserslautern liegt. Über den Berg verläuft die Pfälzische Hauptwasserscheide. Am Heiligenberg befindet sich auf einer Höhe von 344,9 m ü. NHN auch die Siebenwegekreuzung. Durch den Berg führt der Heiligenberg-Tunnel auf der Bahnstrecke Mannheim–Saarbrücken.